# باب سبتة (سلا)
باب سبتة هو باب تاريخي يقع في المدخل الشمالي الغربي للمدينة العتيقة لسلا بالمغرب، بُني في عهد الدولة المرابطية. يتكون الباب من أسطوان (ساباط) فتح بابه الخارجي على الطريق الساحلي المتجه نحو الشمال، وبابه الداخلي مفتوح على الحي المسمى باسمه. سُمّي الباب بهذا الاسم لأن الذاهب إلى مدينة سبتة انطلاقا من سلا كان لابد أن يمر عبره.
يتميز باب سبتة ببرجه الضخم حيث كانت تدار شؤون المدينة في عهد الحاكم عبد الحق فنيش (1738-1757).

## تاريخه
بُني باب سبتة لأول مرة كفتحة في السور المرابطي الذي هدمه الخليفة عبد المومن الكومي، قبل أن يجدد بناءه حفيده الخليفة يعقوب المنصور الموحدي.
سنة 1151 ه/1738 م، بنى عامل سلا عبد الحق فنيش برجا ضخما متصلا بباب سبتة اتخذه مقرا للنظر في شؤون المدينة والقضايا المعروضة عليه. بُني البرج من أنقاض القصبة الاسماعيلية المسماة قصبة كناوة بجوار ضريح أبي موسى الدكالي. هًدمت القصبة بسبب طغيان العبيد المقيمين فيها حينما ضعفت السلطة المركزية أيام فتنة أبناء مولاي اسماعيل، وصار عبيد القصبة يتعرضون يتعرضون لنساء المدينة ويهتكون أعراضهن.
برج باب سبتة مغلق من الخارج وتعلوه نوافذ عالية نصف دائرية، وينفتح بابه داخل الاسطوان.